# Balders Plads
 Der er for få eller ingen kildehenvisninger i denne artikel, hvilket er et problem. Du kan hjælpe ved at angive troværdige kilder til de påstande, som fremføres i artiklen.

Balders Plads er en plads på Ydre Nørrebro i Mimersgadekvarteret. Balders Plads ligger mellem Baldersgade og Ægirsgade.
Pladsen er ligesom gaden opkaldt efter den nordiske gud Balder. Baldersgade blev navngivet omkring 1876 og pladsen har sandsynligvis fået sit uofficielle navn omtrent samtidig. Den officielle navngivelse fandt dog først sted i 1985. I nordisk mytologi er Balder (el. Baldr) søn af Odin og Frigg. Balder er retfærdighedens gud og den smukkeste af alle aser.
Alle husene omkring Balders Plads er tildelt høj bevaringsværdi. 
Indtil for 25-30 år siden var pladsen grusbelagt. Balders Plads har et strejf af Paris og er lidt mere eksklusivt end resten af kvarteret. Der er planer om at området skal gøres til gågade og pladsen er for nylig (2007) blevet grundigt renoveret.
Balders plads nr. 4 er fra 1901. For nylig fik facaden en opfriskning i flødefarve. Der er endda en opstammet hvid rosenbusk om den blå hoveddør med udskårne mønstre. Nr. 6 er i røde mursten med flødefarvet underetage. Foruden et flot murstensbånd om vinduerne på tredje sal har bygningen også et flot tagskæg. Det er en bort med rosetter, inspireret af de græske templers geison.
Pladsen er domineret af høje lindetræer, men der er også bede med bøgehæk og endda et ovalt bed med forskellige blomster, alt sammen frit tilgængeligt. Pladsen har endda også en Buksetrold, en skulptur lavet af Ingeborg Plockroos-Irminger (1872-1962) i 1944. Buksetrolden, der ligner en sød dreng, blev opstillet af Københavns Kommune i 2007.